# Kanton Charly-sur-Marne
Der Kanton Charly-sur-Marne war von 1790 bis 2015 ein französischer Wahlkreis im Arrondissement Château-Thierry, im Département Aisne und in der Region Picardie; sein Hauptort war Charly-sur-Marne. Die landesweiten Änderungen in der Zusammensetzung der Kantone brachten zum März 2015 seine Auflösung.
Der Kanton Charly-sur-Marne war 212,08 km² groß und hatte 14.881 Einwohner (Stand: 2012).

## Gemeinden
| Gemeinde              | Einwohner Jahr | Fläche km² | Bevölkerungsdichte | Code INSEE | Postleitzahl |
| --------------------- | -------------- | ---------- | ------------------ | ---------- | ------------ |
| Bézu-le-Guéry         | 262 (2013)     | 11,1       | 24 Einw./km²       | 02084      | 02310        |
| La Chapelle-sur-Chézy | 289 (2013)     | 7,9        | 37 Einw./km²       | 02162      | 02570        |
| Charly-sur-Marne      | 2.644 (2013)   | 20,52      | 129 Einw./km²      | 02163      | 02310        |
| Chézy-sur-Marne       | 1.305 (2013)   | 22,43      | 58 Einw./km²       | 02186      | 02570        |
| Coupru                | 183 (2013)     | 7,82       | 23 Einw./km²       | 02221      | 02310        |
| Crouttes-sur-Marne    | 636 (2013)     | 4,33       | 147 Einw./km²      | 02242      | 02310        |
| Domptin               | 665 (2013)     | 4,56       | 146 Einw./km²      | 02268      | 02310        |
| L’Épine-aux-Bois      | 263 (2013)     | 12,37      | 21 Einw./km²       | 02281      | 02540        |
| Essises               | 434 (2013)     | 7,31       | 59 Einw./km²       | 02289      | 02570        |
| Lucy-le-Bocage        | 188 (2013)     | 7,75       | 24 Einw./km²       | 02443      | 02400        |
| Montfaucon            | 202 (2013)     | 15,36      | 13 Einw./km²       | 02505      | 02540        |
| Montreuil-aux-Lions   | 1.384 (2013)   | 12,99      | 107 Einw./km²      | 02521      | 02310        |
| Nogent-l’Artaud       | 2.174 (2013)   | 23,99      | 91 Einw./km²       | 02555      | 02310        |
| Pavant                | 801 (2013)     | 5,43       | 148 Einw./km²      | 02596      | 02310        |
| Romeny-sur-Marne      | 481 (2013)     | 4,23       | 114 Einw./km²      | 02653      | 02310        |
| Saulchery             | 687 (2013)     | 2,63       | 261 Einw./km²      | 02701      | 02310        |
| Vendières             | 159 (2013)     | 12,53      | 13 Einw./km²       | 02777      | 02540        |
| Viels-Maisons         | 1.103 (2013)   | 21,44      | 51 Einw./km²       | 02798      | 02540        |
| Villiers-Saint-Denis  | 1.039 (2013)   | 7,57       | 137 Einw./km²      | 02818      | 02310        |

## Einwohner
| Bevölkerungsentwicklung | Bevölkerungsentwicklung |
| Jahr                    | Einwohner               |
| ----------------------- | ----------------------- |
| 1962                    | 8846                    |
| 1968                    | 9551                    |
| 1975                    | 9803                    |
| 1982                    | 10.884                  |
| 1990                    | 12.405                  |
| 1999                    | 13.712                  |
| 2006                    | 14.471                  |
| 2011                    | 14.869                  |

## Politik
| Vertreter im conseil général des Départements | Vertreter im conseil général des Départements | Vertreter im conseil général des Départements |
| Amtszeit                                      | Name                                          | Partei                                        |
| --------------------------------------------- | --------------------------------------------- | --------------------------------------------- |
| 2001–2008                                     | Renaud Dutreil                                | UDF                                           |
| 2008–2015                                     | Georges Fourré                                | DVG                                           |